# Interjectio
Interjectio is een geslacht van vlinders van de familie snuitmotten (Pyralidae), uit de onderfamilie Phycitinae.

## Soorten
- I. columbiella McDunnough, 1935
- I. denticulella Ragonot, 1887
- I. niviella Hulst, 1888
- I. ruderella Ragonot, 1887